# Телефонуйте ДіКапріо!
«Телефонуйте ДіКапріо!» — російський восьмисерійний драматичний телесеріал режисера і сосценариста Жори Крижовникова. В центрі сюжету знаходяться двоє братів: популярний і егоїстичний актор Єгор (Олександр Петров), який довідується, що у нього ВІЛ, і його брат Лев (Андрій Бурковський) — невдаха і безробітний актор, якому випадає можливість замінити захворілого Єгора у популярному серіалі. 
Лауреат премії Асоціації продюсерів кіно і телебачення за «Найкращий телевізійний міні-серіал», премії «Білий слон» (приз молодих кінокритиків «Голос»), премії кінофестивалю «Рух» за найкращий сценарій і найкращий акторський тандем (Олександр Петров і Андрій Бурковський). Дворазовий номінант на премію «Золотий орел» (2020): за «Найкращий телефільм або міні-серіал» і «Найкращу чоловічу роль на телебаченні» (Олександр Петров).
Прем'єра відбулася з 20 жовтня по 1 грудня 2018 року.

## Сюжет
Головний герой — актор Єгор Румянцев, зірка популярного, але низькопробного серіалу про роботу лікарів «Перша Градська». Домігшись великого успіху, він стає егоїстом і не помічає почуттів і переживань оточуючих: не приходить на зйомки, веде безладне статеве життя і обманює людей. Одного разу його життя кардинально змінюється: Єгор дізнається, що у нього ВІЛ. Брат Румянцева Лев — безталанний і невдалий актор, який веде програму про корисні вироби на кабельному каналі «Мураха-ТБ». Вдома в орендованій квартирі Лева чекає вагітна дружина з двома маленькими доньками. Ніяких перспектив заробити грошей і просунутися по кар'єрних сходах у нього немає, поки йому не випадає шанс замінити брата Єгора в рейтинговому серіалі «Перша Градська».

## У ролях
| Актор              | Роль                                                     |
| ------------------ | -------------------------------------------------------- |
| Олександр Петров   | актор Єгор Румянцев                                      |
| Андрій Бурковський | актор Лев Івановський, брат Єгора                        |
| Юлія Александрова  | домогосподарка Марина Івановська, дружина Льва           |
| Анна Невська       | продюсер Катерина Золотова, дівчина Єгора                |
| Юлія Хлиніна       | гример Даша, дівчина Єгора                               |
| Олександра Ревенко | Поліна, наречена Васі                                    |
| Антон Васильєв     | власник ресторану Вася, однокурсник Єгора, Льва і Марини |
| Віталія Корнієнка  | Аглая, дочка Льва і Марини                               |
| Марта Тимофєєва    | Василиса, дочка Льва і Марини                            |
| Яна Кошкіна        | Яна, подруга Поліни                                      |
| Дарина Фекленко    | Любов Георгіївна, мати Даші                              |
| Сергій Лавигін     | актор серіалу Сергій                                     |
| Олександра Власова | актриса серіалу Свєта Ложкіна                            |
| Павло Ворожцов     | сценарист серіалу Петро                                  |
| Анна Бегунова      | актриса серіалу Бегунова                                 |
| Наталія Потапова   | лікар в СНІД-центрі                                      |
| Артем Семакін      | режисер серіалу Артем                                    |
| Анна Хилькевич     | актриса Аня, колишня дружина Єгора                       |
| Дмитро Мухамадеев  | охоронець в медцентрі                                    |
| Равшана Куркова    | актриса Роксана Куркіна                                  |

## Створення
Жора Крижовников приступив до написання сценарію в березні 2016 року. Сценарій до восьми серій писався рік. Зйомки почалися в липні 2017 року. Монтаж серіалу зайняв півроку.
На роль Єгора Румянцева пробувався актор Кирило Плетньов, який знімався у пробному пілоті серіалу. 
Режисер Жора Крыжовников до останньої серії не розкривав знімальній групі, чим закінчиться серіал. За словами Олександра Петрова, він не знав сценарій майбутніх серій і кожен знімальний день був для нього відкриттям.

## Нагороди та номінації

### Нагороди
- 2018 — Національний кінофестиваль «Рух»: приз за кращий сценарій (Жора Крижовников, Петро Внуков, Євгенія Хрипкова)[6], спеціальна згадка журі за блискучий акторський тандем (Олександр Петров і Андрій Бурковський)[7]
- 2018 — Премія журналу «Кінорепортер» (The Hollywood Reporter) за «Прорив року» (Жора Крижовников), «Актрису року» (Юлія Александрова)[8]
- 2019 — Премія «Білий слон»: приз молодих кінокритиків «Голос»[9]
- 2019 — Премія Асоціації продюсерів кіно і телебачення за «Найкращий телевізійний міні-серіал (5-24 серій)»[10]
- 2019 — Премія журналу «ОК!» «Більше ніж зірки»: приз в номінації «Головний герой. Телефільм» (Андрій Бурковський)[11]

### Номінації
- 2018 — Національний кінофестиваль «Движение»: участь в основному конкурсі «Движение. Вперед»
- 2019 — Премія Асоціації продюсерів кіно і телебачення: номінація «за Кращу режисерську роботу» (Жора Крижовников), «кращий актор телевізійного фільму/серіалу» (Андрій Бурковський), «Кращого кастинг-директора» (Марина Тарасова)[12]
- 2019 — Премія журналу «GQ» «Людина року»: номінація за «Режисера року» (Жора Крижовников, серіал «Телефонуйте Дікапріо!»)[13]
- 2020 — Премія «Золотий орел»: номінація за «Кращий телефільм або міні-серіал», «Кращу чоловічу роль на телебаченні» (Олександр Петров).